# USS LST-129
O USS LST-129 foi um navio de guerra norte-americano da classe LST que operou durante a Segunda Guerra Mundial.